# Röd stubblomfluga
Röd stubblomfluga (Blera fallax) är en tvåvingeart som först beskrevs av Carl von Linné 1758.  Röd stubblomfluga ingår i släktet stubblomflugor, och familjen blomflugor.
Artens utbredningsområde är Sverige. Arten är reproducerande i Sverige. Inga underarter finns listade i Catalogue of Life.